# Andre Schneider-Laub
Andre Schneider-Laub (* 12. August 1958) ist ein ehemaliger deutscher Hochspringer.
Bei den Europameisterschaften 1978 in Prag wurde er Siebter, bei den Halleneuropameisterschaften 1979 in Wien gewann er Bronze.
Einem sechsten Platz bei den Halleneuropameisterschaften 1981 in Grenoble folgte im Jahr darauf ein vierter Rang bei den Europameisterschaften 1982 in Athen. 1987 wurde er Sechster bei den Halleneuropameisterschaften in Liévin, bei den Hallenweltmeisterschaften in Indianapolis schied er in der Qualifikation aus.
1977 und 1978 wurde er Deutscher Meister, 1979 und 1986 Vizemeister. In der Halle wurde er 1979, 1981 und 1987 jeweils Vizemeister.
Andre Schneider-Laub startete für den TV 01 Wattenscheid.
1992 wurde er an der Universität Essen mit der Dissertation Beeinflussung der Wirbelsäulenhaltung durch definierte vertikale Kraftbelastung im Leistungssport promoviert.

## Persönliche Bestleistungen
- Hochsprung: 2,30 m, 17. August 1979, Berlin
  - Halle: 2,27 m, 21. Februar 1987, Liévin